# Алгоритм Наранхо
Алгоритм Наранхо, шкала Наранхо або номограма Наранхо — це опитувальник, розроблений Наранхо та ін. для визначення ймовірності того, чи дійсно несприятлива реакція на лікарський засіб (ADR) спричинена препаратом, а не є результатом дії інших факторів. Імовірність оцінюється за шкалою, і може бути визначена як певна, ймовірна, можлива або сумнівна. Значення, отримані за допомогою цього алгоритму, часто використовуються в експертних оцінках для перевірки достовірності висновків автора щодо побічних реакцій.
Її часто порівнюють із системою ВООЗ–UMC для стандартизованої оцінки причинності підозрюваних несприятливих реакцій.
Емпіричні підходи до ідентифікації несприятливих реакцій виявились невдалими через складність набору змінних, залучених до їх виявлення. В цьому аналізі допомогли комп’ютерні програми для прийняття рішень. Системи керування електронними медичними записами можуть бути запрограмовані на створення сповіщення, коли потенційна несприятлива подія, пов’язана з прийомом ліків, ось-ось відбудеться або вже відбулася. Автоматизовані монітори несприятливих реакцій на ліки можуть шукати ключові слова або фрази в медичній карті пацієнта, щоб визначити медикаментозну терапію, лабораторні результати або списки проблем, які можуть вказувати на те, що пацієнт вже мав несприятливу реакцію. Цей метод виявляє значно більше несприятливих реакцій, у тому числі внаслідок лікарських помилок, ніж ті, які покладаються лише на емпіричні методи чи звіти про реакції.
Емпіричних методів для оцінки ймовірності виникнення несприятливих реакції виявилось недостатньо. Більш формальний, логічний аналіз може допомогти відрізнити події, які можна віднести до наслідків дії препарату, від тих, що пов’язані з основними захворюваннями чи іншими факторами. 
Було розроблено низку логічних методів оцінки або алгоритмів для оцінки ймовірності несприятливої реакції на ліки. Майже всі ці методи використовують критичні причинно-наслідкові змінні, визначені сером Остіном Бредфордом Хіллом у 1965 році. Найпоширенішим із цих інструментів є алгоритм Наранхо. Цей метод перевірено на внутрішню валідність за допомогою тестування, і його шкала ймовірності має консенсусну, змістову та одночасну валідність, вона також проста у використання в клінічних умовах і під час контрольованих досліджень.

## Анкета
1. Чи існують попередні повноцінні повідомлення про цю реакцію?
Так (+1) Ні (0) Не знаю або не зроблено (0)
2. Чи з'явилися несприятливі явища після введення підозрюваного препарату?
Так (+2) Ні (-1) Не знаю або не зроблено (0)
3. Чи зменшилася несприятлива реакція після припинення прийому препарату або призначення специфічного антагоніста?
Так (+1) Ні (0) Не знаю або не зроблено (0)
4. Чи виникла несприятлива реакція при повторному застосуванні препарату?
Так (+2) Ні (-1) Не знаю або не зроблено (0)
5. Чи існують альтернативні причини, які могли викликати реакцію?
Так (-1) Ні (+2) Не знаю або не зроблено (0)
6. Чи реакція з’явилася знову після прийому плацебо?
Так (-1) Ні (+1) Не знаю або не зроблено (0)
7. Чи було виявлено препарат у будь-якій рідині організму в токсичних концентраціях?
Так (+1) Ні (0) Не знаю або не зроблено (0)
8. Чи була реакція більш серйозною, коли дозу збільшували, чи менш серйозною, коли дозу зменшували?
Так (+1) Ні (0) Не знаю або не зроблено (0)
9. Чи була у пацієнта подібна реакція на ті самі або подібні препарати під час будь-якого попереднього впливу?
Так (+1) Ні (0) Не знаю або не зроблено (0)
10. Чи була несприятлива подія підтверджена будь-якими об'єктивними доказами?
Так (+1) Ні (0) Не знаю або не зроблено (0)
Підрахунок
- ≥ 9 = певна ADR
- 5-8 = ймовірна ADR
- 1-4 = можлива ADR
- 0 = сумнівна ADR